# موسى بلوم
موسى بلوم (بالإنجليزية: Moses Bloom)‏ هو سياسي أمريكي، ولد في 1833، وتوفي في 14 يونيو 1893. حزبياً، نشط في الحزب الديمقراطي. وقد انتخب عضو مجلس ولاية آيوا وانتخب عضو مجلس نواب ولاية ايوا.